# Ralph Rosenblum
Ralph Rosenblum  (* 13. Oktober 1925 in New York City; † 6. September 1995 ebenda) war ein US-amerikanischer Filmeditor, der vor allem durch seine langjährige Zusammenarbeit mit Woody Allen bekannt wurde. Insbesondere an dessen Film Der Stadtneurotiker (Annie Hall) hatte er wesentlichen Anteil.

## Leben und Wirken
Rosenblum kam als jüngerer von zwei Söhnen einer jüdischen Immigrantenfamilie im New Yorker Stadtteil Brooklyn zur Welt und wuchs dort in bescheidenen Verhältnissen auf. Als sein Vater, der als Näher in einer Textilfabrik gearbeitet hatte, infolge einer Gehirnblutung gelähmt wurde, musste er mit sechzehn Jahren anfangen, in der Versandabteilung der Fabrik zu arbeiten, um die Familie zu ernähren, da sein älterer Bruder als Soldat im Zweiten Weltkrieg diente. Autodidaktisch eignete er sich Kenntnisse in Literatur und Musik an. Nach etwa einem Jahr erfuhr er von der Möglichkeit einer Aufnahmeprüfung für den öffentlichen Dienst, bestand die Prüfung und erhielt im Frühjahr 1943 eine Anstellung als Bürobote im Auslandsfilmbüro des United States Office of War Information, nachdem er wegen der Invalidität seines Vaters von der Einberufung zurückgestellt worden war. Die Aufgabe des Auslandsfilmbüros bestand in der Produktion von Dokumentarfilmen über die USA, die für alliierte, neutrale und befreite Länder bestimmt waren, um ein positives Bild der Vereinigten Staaten zu vermitteln. Hier kam er zum ersten Mal in Kontakt mit der Tätigkeit des Filmschnitts, die ihn unmittelbar anzog. Rosenblum selbst erklärte das unter anderem damit, dass er, nicht zuletzt aufgrund seines Stotterns, ein stilles und introvertiertes Kind gewesen sei, das öffentliche Auftritte scheute, und ihm deshalb gerade die relative Isolation und Anonymität dieser Arbeit attraktiv erschien.
1944 gelang es Rosenblum, zum Schnittassistenten befördert zu werden, und der Chefeditor Sidney Meyers wurde zu seinem ersten Mentor. Rosenblum führte seine Fähigkeiten später zum Teil darauf zurück, dass er seine frühesten Erfahrungen mit Dokumentarfilmen sammeln konnte, bei denen der Editor sehr viel mehr kreative Freiheit und Einfluss auf das Endergebnis hat als bei Spielfilmen. 1946 verließ er das Office of War Information, und nach einem Zwischenspiel bei einem kleinen Schnittbüro erhielt er 1947 von der Dokumentarfilm-Cutterin Helen van Dongen, die die Filme ihres ersten Ehemanns Joris Ivens geschnitten hatte, das Angebot, als ihr Assistent zu arbeiten. Sie arbeiteten ein Jahr lang daran, aus 37 Stunden Rohmaterial Robert J. Flahertys letzten Film Louisiana Story (1948) entstehen zu lassen.
Bei van Dongens Film Of Human Rights fungierte Rosenblum 1950 erstmals als Chefcutter. In den 1950er und frühen 1960er Jahren war er hauptsächlich für das Fernsehen tätig und schnitt eine Reihe von Unterhaltungsserien, aber auch einige B-Kinofilme, die im Verbrechermilieu der späten 1920er/frühen 1930er Jahre spielten. 1962 begann durch Rosenblums Zusammenarbeit mit dem Regisseur Sidney Lumet seine eigentliche Karriere. Für ihn fertigte Rosenblum den Endschnitt der ambitionierten Dramen Eines langen Tages Reise durch die Nacht, Der Pfandleiher, Angriffsziel Moskau und Die Clique. Anschließend, in der zweiten Hälfte der 1960er Jahre, schnitt er turbulente Komödien wie Mel Brooks’ Frühling für Hitler und William Friedkins Die Nacht, als Minsky aufflog.
Ein weiterer Meilenstein in Rosenblums Karriere war die Zusammenarbeit mit Woody Allen, der damals noch am Anfang seiner Laufbahn stand. Bei Woody, der Unglücksrabe fungierte Rosenblum 1969 noch als Schnittberater, dann aber übernahm er den Final Cut von Allens frühen Komödien Bananas, Der Schläfer, Die letzte Nacht des Boris Gruschenko und Der Stadtneurotiker sowie von Allens erstem ernsten Film, dem von Ingmar Bergman inspirierten Innenleben. Für Der Stadtneurotiker erhielt Rosenblum 1978 gemeinsam mit Wendy Green Bricmont den BAFTA Award für den besten Schnitt. Nach dem Ende der Zusammenarbeit mit Allen war Rosenblum für andere Regisseure tätig und veröffentlichte 1979 das gemeinsam mit einem Co-Autor verfasste Buch When the Shooting Stops, the Cutting Begins: A Film Editor's Story („Wenn die Aufnahme endet, fängt der Schnitt an. Die Geschichte eines Filmeditors“), das autobiographische Erinnerungen und eigene Erfahrungen als Filmeditor mit Ausführungen zur Geschichte und Kunst des Filmschnitts verbindet. Sporadisch, wie bei dem Fernsehmelodram Sonnenwende mit Henry Fonda in seiner letzten Rolle, versuchte er sich zu dieser Zeit auch (mit nicht allzu großem Erfolg) als Regisseur. Nach seiner Schnittberatung bei der deutsch-amerikanischen Komödie Für immer Lulu zog sich Rosenblum aus der Branche zurück und lehrte von 1987 bis zu seinem Tod Filmschnitt an der Columbia University. Ralph Rosenblum starb wenige Wochen vor seinem 70. Geburtstag in seiner Heimatstadt New York im Stadtteil Manhattan, wo er seit 1975 gelebt und gearbeitet hatte.

## Filmografie
- 1950: Of Human Rights (Dokumentarfilm)
- 1952: Coney Island, U.S.A. (Dokumentarkurzfilm)
- 1956: Telegram for America (Dokumentarkurzfilm)
- 1958: Country Music Holiday
- 1959: Der Killer mit dem Babygesicht (Pretty Boy Floyd)
- 1960: Unterwelt (Murder Inc.)
- 1960: Der Tollwütige (Mad Dog Coll)
- 1962: Eines langen Tages Reise durch die Nacht (Long Day’s Journey into Night)
- 1963: Gone are the Days!
- 1964: Der Pfandleiher (The Pawnbroker)
- 1964: Angriffsziel Moskau (Fail-Safe)
- 1965: Tausend Clowns (A Thousand Clowns)
- 1966: Die Clique (The Group)
- 1967: Frühling für Hitler (The Producers)
- 1968: Die Nacht, als Minsky aufflog (The Night They Raided Minsky’s)
- 1968: Zum Teufel mit der Unschuld (Goodnight Columbus)
- 1969: Woody, der Unglücksrabe (Take the Money and Run) (Schnittberatung)
- 1970: Something for Everyone
- 1970: Kitty & Studs – Der italienische Deckhengst (The Party at Kitty and Stud’s)
- 1971: Bananas
- 1971: Born to Win
- 1972: In schlechter Gesellschaft (Bad Company)
- 1973: Der Schläfer (Sleeper)
- 1974: Die letzte Nacht des Boris Gruschenko (Love and Death)
- 1975: Foreplay (nur Co-Regie)
- 1976: Der Stadtneurotiker (Annie Hall)
- 1977: The Great Bank Hoax
- 1978: Innenleben (Interiors)
- 1978: Acting Out (Regie, Schnittüberwachung)
- 1980: Das Mädchenorchester von Auschwitz (Fernsehfilm) (Playing for Time)
- 1980: The Man That Corrupted Hadleyburg (Fernsehfilm Regie)
- 1981: The Greatest Man in the World (Fernsehfilm Regie)
- 1981: Sonnenwende (Summer Solstice) (Fernsehfilm Regie)
- 1983: Brust oder Schenkel (Stuck on You!)
- 1985: Stiffs (nur Regie)
- 1986: Für immer Lulu (Schnittberatung)